# Hadramaut kormányzóság

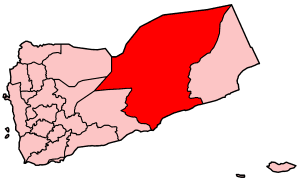
Hadramaut kormányzóság elhelyezkedése Jemenen belül

Hadramaut kormányzóság (arabul محافظة حضرموت [Muḥāfaẓat Ḥaḍramawt]) Jemen huszonegy kormányzóságának legnagyobbika. Az ország keleti részén található, északról Szaúd-Arábia, keletről Mahra kormányzóság, délről az Arab-tenger, délnyugatról Sabva, északnyugaton pedig Marib és Dzsauf kormányzóság határolja (északkeleten egy ponton Ománnal is érintkezik). 2004 óta hozzá tartozik Szokotra és a közelében lévő három sziget is. Székhelye el-Mukalla városa. Területe 195 626 km², népessége a 2004-es népszámlálási adatok szerint 1 028 559 fő.